# Mickelträsket
Mickelträsket är en sjö i Umeå kommun i Västerbotten och ingår i Tavelåns huvudavrinningsområde. Sjön har en area på 1,55 kvadratkilometer och ligger 177 meter över havet. Sjön avvattnas av vattendraget Tavelån (Fällforsån). Vid provfiske har abborre, gers, gädda och mört fångats i sjön.

## Delavrinningsområde
Mickelträsket ingår i det delavrinningsområde (712207-171264) som SMHI kallar för Utloppet av Mickelsträsket. Medelhöjden är 201 meter över havet och ytan är 9,25 kvadratkilometer. Det finns ett avrinningsområde uppströms, och räknas det in blir den ackumulerade arean 18,58 kvadratkilometer. Avrinningsområdets utflöde Tavelån (Fällforsån) mynnar i havet. Avrinningsområdet består mestadels av skog (57 procent). Avrinningsområdet har 1,55 kvadratkilometer vattenytor vilket ger det en sjöprocent på 16,8 procent.